# فرانك موسى
فرانك موسى (24 يوليو 1989 بإقليم بروكسل العاصمة في بلجيكا - ) هو لاعب كرة قدم بلجيكي في مركز الوسط. لعب مع تشارلتون أثلتيك وكوفنتري سيتي وليستر سيتي ونادي دونكاستر روفرز ونادي تشيسترفيلد ونادي ساوثيند يونايتد وويكمب وندررز.

## وصلات خارجية
- فرانك موسى على موقع الاتحاد البلجيكي (الإنجليزية)
- فرانك موسى على موقع قاعدة بيانات كرة القدم.إي يو (الإنجليزية)
- فرانك موسى على موقع Soccerbase.com (لاعب) (الإنجليزية)